# Campeonato Mundial de Clubes de Voleibol Masculino de 2014
O Campeonato Mundial de Clubes de Voleibol Masculino de 2014 foi a décima edição do torneio organizado anualmente pela FIVB. Foi disputado entre os dias 5 e 10 de maio no Ginásio Mineirinho localizado na cidade de Belo Horizonte, estado de Minas Gerais, Brasil.

## Formato de disputa
As oito equipes foram dispostas em dois grupos de quatro equipes. Todas as equipes se enfrentaram dentro de seus grupos em turno único. As duas primeiras colocadas de cada grupo se classificaram para a fase semifinal, na qual se enfrentaram em cruzamento olímpico. Os times vencedores das semifinais se enfrentaram na partida final, que definiu o campeão; já as equipes derrotadas nas semifinais decidiram a terceira posição.
Para a classificação dentre dos grupos na primeira fase, o placar de 3-0 ou 3-1 garantiu três pontos para a equipe vencedora e nenhum para a equipe derrotada; já o placar de 3-2 garantiu dois pontos para a equipe vencedora e um para a perdedora.

## Equipes participantes
As seguintes equipes foram qualificadas ou convidadas para a disputa do Mundial de Clubes de 2014:
| Equipe            | País       | Qualificação                   |
| ----------------- | ---------- | ------------------------------ |
| ASE Sada Cruzeiro | Brasil     | Campeão Mundial de Clubes 2013 |
| Belogore Belgorod | Rússia     | Campeão Europeu                |
| Matin Varamin     | Irão       | Campeão Asiático               |
| Guayanabos Mets   | Porto Rico | Representante NORCECA          |
| UPCN Voley Club   | Argentina  | Vice Campeão Sul-Americano     |
| Esperance Tunis   | Tunísia    | Campeão Africano               |
| Al-Rayyan SC      | Catar      | Convidado                      |
| Trentino Volley   | Itália     | Convidado                      |

## Primeira fase
No dia 23 de abril de 2014, a FIVB anunciou o resultado do sorteio de grupos e a tabela de jogos.

### Grupo A
Classificação
|     |                   |     | Jogos | Jogos | Jogos | Pontos | Pontos | Pontos | Sets | Sets | Sets  |
| Pos | Equipe            | Pts | T     | V     | D     | V      | P      | R      | V    | P    | R     |
| --- | ----------------- | --- | ----- | ----- | ----- | ------ | ------ | ------ | ---- | ---- | ----- |
| 1   | Belogore Belgorod | 9   | 3     | 3     | 0     | 299    | 259    | 1.154  | 9    | 3    | 3,000 |
| 2   | ASE Sada Cruzeiro | 6   | 3     | 2     | 1     | 244    | 215    | 1.135  | 7    | 3    | 2.333 |
| 3   | Matin Varamin     | 3   | 3     | 1     | 2     | 219    | 228    | 0.961  | 4    | 6    | 0.667 |
| 4   | Guayanabos Mets   | 0   | 3     | 0     | 3     | 187    | 247    | 0.757  | 1    | 9    | 0.111 |

Resultados
- Horários UTC-03:00

| Data  | Hora  |                   | Placar |                   | Set 1 | Set 2 | Set 3 | Set 4 | Set 5 | Total | Relatório |
| ----- | ----- | ----------------- | ------ | ----------------- | ----- | ----- | ----- | ----- | ----- | ----- | --------- |
| 5 mai | 20:00 | ASE Sada Cruzeiro | 3–0    | Guayanabos Mets   | 25-18 | 25-15 | 25-19 | -     | -     | 75–0  | 75-52     |
| 6 mai | 17:00 | Belogore Belgorod | 3–1    | Guayanabos Mets   | 25-17 | 25-19 | 22-25 | 25-19 | -     | 97–0  | 97-80     |
| 6 mai | 20:00 | ASE Sada Cruzeiro | 3–0    | Matin Varamin     | 25-22 | 25-16 | 25-21 | -     | -     | 75–0  | 75-59     |
| 7 mai | 17:00 | Matin Varamin     | 3–0    | Guayanabos Mets   | 25-18 | 25-19 | 25-18 | -     | -     | 75–0  | 75-55     |
| 7 mai | 20:00 | ASE Sada Cruzeiro | 1–3    | Belogore Belgorod | 20-25 | 18-25 | 25-21 | 31-33 | -     | 94–0  | 94-104    |
| 8 mai | 20:00 | Belogore Belgorod | 3–1    | Matin Varamin     | 25-21 | 22-25 | 25-15 | 26-24 | -     | 98–0  | 98-85     |

### Grupo B
Classificação
|     |                 |     | Jogos | Jogos | Jogos | Pontos | Pontos | Pontos | Sets | Sets | Sets  |
| Pos | Equipe          | Pts | T     | V     | D     | V      | P      | R      | V    | P    | R     |
| --- | --------------- | --- | ----- | ----- | ----- | ------ | ------ | ------ | ---- | ---- | ----- |
| 1   | Al-Rayyan SC    | 7   | 3     | 2     | 1     | 254    | 233    | 1.090  | 8    | 3    | 2.667 |
| 2   | UPCN Voley Club | 6   | 3     | 2     | 1     | 297    | 284    | 1.046  | 8    | 5    | 1.600 |
| 3   | Trentino Volley | 5   | 3     | 2     | 1     | 266    | 247    | 1.077  | 6    | 5    | 1.200 |
| 4   | Esperance Tunis | 0   | 3     | 0     | 3     | 177    | 230    | 0.770  | 0    | 9    | 0,000 |

Resultados
- Horários UTC-03:00

| Data  | Hora  |                 | Placar |                 | Set 1 | Set 2 | Set 3 | Set 4 | Set 5 | Total | Relatório |
| ----- | ----- | --------------- | ------ | --------------- | ----- | ----- | ----- | ----- | ----- | ----- | --------- |
| 5 mai | 14:00 | UPCN Voley Club | 3–0    | Esperance Tunis | 25-18 | 25-18 | 27-25 | -     | -     | 77–0  | 77-61     |
| 5 mai | 17:00 | Trentino Volley | 0–3    | Al-Rayyan       | 22-25 | 24-26 | 22-25 | -     | -     | 68–0  | 68-76     |
| 6 mai | 14:00 | Al-Rayyan SC    | 3–0    | Esperance Tunis | 28-26 | 25-18 | 25-21 | -     | -     | 78–0  | 78-65     |
| 7 mai | 14:00 | Trentino Volley | 3–2    | UPCN Voley Club | 23-25 | 25-23 | 38-36 | 22-25 | 15-11 | 123–0 | 123-120   |
| 8 mai | 14:00 | UPCN Voley Club | 3–2    | Al-Rayyan SC    | 25-19 | 25-20 | 17-25 | 18-25 | 15-11 | 100–0 | 100-100   |
| 8 mai | 17:00 | Trentino Volley | 3–0    | Esperance Tunis | 25-16 | 25-19 | 25-16 | -     | -     | 75–0  | 75-51     |

## Fase final
|  | Semifinais        | Semifinais |   |                   | Final             | Final |  |
|  |                   |            |   |                   |                   |       |  |
|  |                   |            |   |                   |                   |       |  |
|  | Belogore Belgorod | 3          |   |                   |                   |       |  |
|  | UPCN Voley Club   | 1          |   |                   |                   |       |  |
|  |                   |            |   |                   |                   |       |  |
|  |                   |            |   |                   |                   |       |  |
|  |                   |            |   |                   | Belogore Belgorod | 3     |  |
|  |                   | All Rayyan | 1 |                   |                   |       |  |
|  |                   |            |   |                   |                   |       |  |
|  |                   |            |   |                   |                   |       |  |
|  |                   |            |   |                   | Terceiro lugar    |       |  |
|  |                   |            |   |                   |                   |       |  |
|  | All Rayyan        | 3          |   | ASE Sada Cruzeiro | 2                 |       |  |
|  | Sada Cruzeiro     | 1          |   |                   | UPCN Voley Club   | 3     |  |

Resultados
- Horários UTC-03:00

| Data   | Hora  |                   | Placar |                 | Set 1 | Set 2 | Set 3 | Set 4 | Set 5 | Total   | Relatório |
| ------ | ----- | ----------------- | ------ | --------------- | ----- | ----- | ----- | ----- | ----- | ------- | --------- |
| 9 mai  | 17:30 | Belogore Belgorod | 3 – 1  | UPCN Voley Club | 19–25 | 25–14 | 25–21 | 25–20 |       | 94–80   | P2P3      |
| 9 mai  | 20:30 | ASE Sada Cruzeiro | 1 – 3  | All Rayyan      | 25–21 | 18–25 | 21–25 | 18–25 |       | 82–96   | P2P3      |
| 10 mai | 16:30 | ASE Sada Cruzeiro | 2 – 3  | UPCN Voley Club | 17–25 | 29–31 | 25–23 | 25–16 | 13–15 | 109–110 | P2P3      |
| 10 mai | 19:00 | Belogore Belgorod | 3 – 1  | All Rayyan      | 16–25 | 25–21 | 25–21 | 25–15 |       | 91–82   | P2P3      |

## Premiação
| Campeonato Mundial de Clubes de Voleibol Masculino de 2014 |
| Rússia                                                     |
| ---------------------------------------------------------- |
| Belogore Belgorod Campeão (1° título)                      |

## Prêmios individuais
A seleção do campeonato foi composta pelos seguintes jogadores:
- MVP (Most Valuable Player):  Dmitriy Muserskiy